# Планшетний комп'ютер

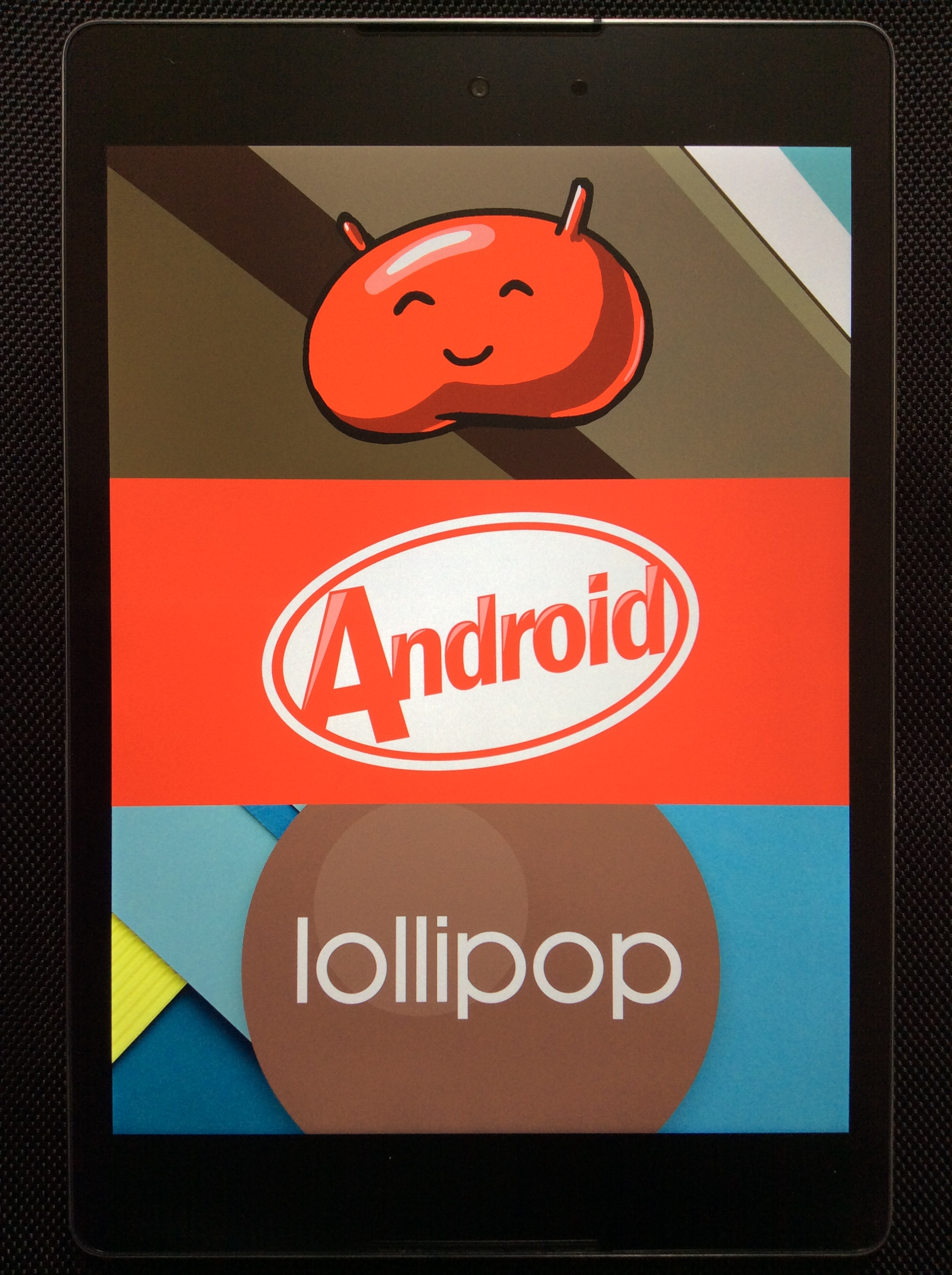
Google Nexus 9

Планше́тний комп'ю́тер (англ. tablet РС ― планшетний ПК, планшетний персональний комп'ютер, також застосовується скорочення КПК ― кишеньковий персональний комп'ютер, частіше називається просто — планшет) — клас комп'ютерів (ПК), обладнаний значно меншими розмірами апаратного забезпечення ніж повноцінний десктопний ПК або ноутбук, проте більший за розмірами ніж смартфон. Усі таблети оснащені особливим програмним забезпеченням для пристроїв з сенсорним дисплеєм. Взаємодія з таким екраном та його вбудованим спеціальним ПЗ, дає можливість керувати та взаємодіяти з робочим столом, головним меню, налаштуваннями планшету та іншими прикладними програмами.

## Загальний опис
Таке особливе ПЗ для планшетних ПК ― розробляє сама компанія виробник такого пристрою, саме під використане апаратне забезпечення планшету, або компанія постачальник операційної системи для мобільних пристроїв, а також інша стороння компанія залежно від програмно-технічної документації ОС та апаратно-технічної документації планшетного комп'ютера. Таке ПЗ для пристроїв є ― дизайн взаємодії (IxD), дизайн взаємодії з користувачем (UX), та дизайн інтерфейсу користувача (UI).
До 2008 року більшість планшетних ПК працювали під керуванням операційної системи Windows XP Tablet РС Edition. Планшетні ПК з'явилися в широкому продажі після виходу цієї редакції, восени 2002 року. До цього пристрої цього типу використовувалися у вужчих ринках — на виробництві, в медицині і держустановах. Існують і планшети під керуванням різних варіантів GNU/Linux.
Поява 2010 року планшетів Apple iPad та Google Nexus стала революційним проривом. У планшетах використовувався для вводу сенсорний екран з майже повною відмовою від фізичних кнопок, накопичувачі були побудовані на флеш-пам'яті, планшети були обладнані засобами зв'язку з бездротовими мережами. Інтерфейс користувача був кардинально переглянутий у бік спрощення і зручності для повсякденних завдань, самі продукти супроводжувалися онлайн-службами поширення застосунків, які налічували сотні тисяч програм. Революційність підходу зробила планшети одним з найпоширеніших продуктів на ринку кишенькових комп'ютерів, і домінувати стали мобільні платформи від Apple iOS та від Google Android.
ОС Android (Google, для своїх смартфонів і планшетів та інших компаній), iOS (Apple, винятково для своїх фірмових девайсів) ― дві найбільш поширені та популярні ОС для мобільних та планшетних пристроїв у світі.

## Керування пристроєм
Основне керування та взаємодія відбувається через сенсорний дисплей ― керування за допомогою дотиків людської руки (пальців) для управління ним через оболонку ОС. Навігація по робочому столі, головному меню, меню швидких налаштувань, «шторці» сповіщень/повідомлень системи та інших додатків, сайдбару, програм та ігор можливе за допомоги технологій сенсорного екрану по якому вводиться палець, водночас цей доторк дешифрується ПЗ людино-машинною взаємодією по осях X, Y, Z ― що надалі емулює дію звичайної комп'ютерної миші по сенсорному екрані.
Для введення тексту використовують застосунки «віртуальної або фізичної клавіатури», застосунок для рукописного введення з екрану, також дає можливість ставити підпис у деяких підтримуваних текстових редакторах, або іншому мобільному ПЗ ― (подібно до звичайного писання ручкою) ― можливе як пальцем так і спеціальним стилусом для сенсорних екранів.
Залежно від типу використаного сенсорного екрану в планшеті та/або ПЗ для нього, планшети можуть одночасно визначати (взаємодіяти) від 1 до 10 точок одночасного дотику у межах дисплею. Також доступні і швидкі команди, які приводяться в дію двома, трьома або чотирма пальцями. На кожний такий доторк з кількості 2 до 4 дотиків, стягування (донизу) або підтягування (вгору) по екрану пальцями, дії (команди) можна задати в налаштуваннях екрана або вимкнути їх.
Планшетний комп'ютер сприймає введення інформації, алфавітно-цифрових даних за допомогою спеціального пера, стилуса, або пальців, без використання фізичної клавіатури та миші.
Користувач може вводити текст, використовуючи вбудовану програму для розпізнавання рукописного введення тексту, екранну (віртуальну) клавіатуру, або міні-клавіатуру (якщо, її можна приєднати за допомоги порту mini/micro USB, USB type C).
Допоміжне керування та діагностичне, відбувається за допомогою фізичних ― механічних кнопок по боках планшету, здебільшого розташованих зліва або праворуч, кнопки «+» та «-» відповідно для збільшення та зменшення гучності «системних», «мультимедійних», «будильникових» звуків, та інших додаткових звукових сигналів, механічна кнопка «живлення/блокування екрану» може бути розташована як біля кнопок гучності так і на протилежному від них боці, інколи згори або знизу планшета.
В тестовому, діагностичному, ремонтному режимі кнопки гучності слугують керуванням по меню, подібна взаємодія як на ПК з BIOS. А кнопка «увімк./вимк.» діє як клавіша «Enter» ― вибору пункту меню.

## Історія інтернет-планшетів
Тут наведені найбільш яскравіші концепції та моделі інтернет-планшетів, що вплинули на розвиток даного типу комп'ютерної техніки:
- 1968
  - Науково-фантастичний фільм Стенлі Кубрика: Космічна одіссея 2001 року. Перша візуалізація планшетних комп'ютерів.

- 1987
  - Навігатор знань — концепція електронного секретаря у вигляді планшетного комп'ютера, представлена компанією Apple в 1987 році.

- 1996
  - В 1996 у компанія DEC представила втілений у «залізі» DEC Lectrice — комп'ютер із введенням пером (прообраз сучасних e-books).

- 2000
  - В 2000 у компанія 3Com[en] випустила планшетний пристрій для вебсерфінга — 3Com Audrey[en].

- 2005
  - 25 травня 2005 року компанія Nokia анонсувала на LinuxWorld Summit[en] в Нью-Йорку свій перший «інтернет-планшет» — Nokia 770 Internet Tablet[en].

- 2007
  - 9 січня 2007 ріку на конференції MacWorld Expo компанія Apple, в особі свого CEO Стівена Джобса, провела презентацію кишенькового комп'ютера/смартфона iPhone, на якому вперше була використана мобільна ОС Apple iOS.

- 2010
  - 27 січня 2010 року був представлений інтернет-планшет Apple iPad з розміром екрану 9,7 дюйма, багато в чому є еволюцією кишенькового комп'ютера/смартфона iPhone і використовує таку ж мобільну ОС Apple iOS.

- 2011 
В цілому 2010—2011 революційний час для планшетів. На ринку з'являється велика кількість виробників, що анонсують та випускають пристрої на базі SoC ARM, що працюють на операційній системі Google Android
  - 6 січня 2011 року був анонсований планшет Motorola Xoom[en], що працює під новою операційною системою Google Android 3.0 Honeycomb, розробленої спеціально для планшетів. У ньому використана платформа Nvidia Tegra 2 і надміцне скло Gorilla glass.
  - 1 вересня 2011 року був анонсований планшет Sony Tablet S, що працює під операційною системою Google Android 3.2 Honeycomb, розробленої спеціально для планшетів. Фірма Sony зробила планшет несхожим ні на один інший за формою. У ньому використана платформа Nvidia Tegra 2, також фірма Sony зробила планшет сертифікованим PlayStation, і змінила ОС Google Android для своїх продуктів.
  - Amazon анонсує свій планшет на базі Android — Kindle Fire.
- 2012
  - Microsoft випускає Microsoft Surface RT на базі процесорів ARM. Це була спроба зайти на ринок планшетів завдяки операційній системи Windows RT
  - Lenovo випускає планшети Lenovo IdeaTab Lynx
- 2014
  - Xiaomi починає свою серію Xiaomi Mi Pad
  - Lenovo відокремлює серію IdeaPad Yoga Tablet від ноутбуків IdeaPad Yoga — це планшети на базі процесорів Intel Atom з архітектурою x86
- 2019
  - Анонсуються пристрої що мають гнучкий складаний дисплей, такі як Samsung Galaxy Fold, що в розкладеному стані більше нагадують планшет ніж смартфон.

## Класифікація

### За конструкцією
Конструктивно планшетні комп'ютери поділяються на такі категорії: власне планшети, тобто корпуси невеликої товщини, в які вмонтовані сенсорні дисплеї; друга — клавіатурні планшетники або «трансформери», що є повноцінними клавіатурними ноутбуками, в яких сенсорний дисплей, що може повертатися і закривати собою клавіатуру, або розгортатись до стану складеного ноутбука з відкритим дисплеєм.
В 2018 році з'явились пристрої що мають складаний дисплей, та дозволяють в розгорнутому стані мати розміри такі, які притаманні планшетам.
Власне планшети набагато легші за комп'ютери іншої категорії, отож переважно розраховані на постійне носіння в одній руці і рукописне введення даних. «Трансформери» — важчі вироби, проте до їх безперечних переваг належить можливість роботи як в «планшетному» режимі, так і в режимі звичайного ноутбука, хоча до планшетів (зокрема iPad) теж можна приєднати переносну клавіатуру.

### За способом роботи дисплея
Популярні типи що використовуються в планшетах це резистивні та ємнісні сенсорні дисплеї.
- Резистивні — були популярні в пристроях в до початку бурхливого розвитку в 2011 році планшетів, потребують стилус або іншій пристрій для введення, дозволяють доволі точно позиціонувати натискання, на відміну від ємнісних стилусом може бути будь який твердий предмет.

- Ємнісні сенсорні екрани, стали популярними в смартфонах та планшетах на початку. Визначає місце дотику завдяки тому що частина електричних зарядів з екрана перетікає в палець користувача, тому цей пристрій погано працює коли пальці одягнуті в звичайні рукавички, на відміну від резистивних екранів. Прогнозовані ємнісні сенсорні екрани (PCAP), це розвиток ємнісних сенсорних екранів що дозволяє функції мультитач — фіксування одночасного дотику декількох пальців.

Окрім технології роботи сенсору, присутні на ринку планшети розрізняються по технології роботи самого дисплею, тип матриці, їх фізичний розмір та роздільна здатність.
Це технології які використовувались в ноутбуках та смартфонах: LCD, TFT, IPS та різні OLED. А також слід зазначити використання E-ink, проте такий тип пристроїв зайняв нішу електронних книг.

### За можливостями безпровідного зв'язку
До появи Wi-Fi та його широкого розповсюдження для передачі даних у планшетах використовувалися різні технології:
- IrDA — Інфрачервоний порт використовувався для передачі даних на невеликі відстані, але його популярність зменшилася через обмежені можливості для передачі даних.

- Bluetooth — забезпечує бездротове з'єднання між планшетом та іншими пристроями, наприклад, смартфонами, ноутбуками чи гарнітурами.

- Кабель зв'язку з комп'ютером — за допомогою кабелю пристрої можна підключити до комп'ютера для передачі даних.

- Носії інформації — деякі планшети мають слоти для носіїв інформації, таких як карти пам'яті CF, SD що дозволяє передавати дані без використання кабелів або Wi-Fi.

Зростання популярності Wi-Fi після 2010 року призвело до того, що більшість мобільних пристроїв використовують цю технологію як основний спосіб підключення до інтернету.
Для використання інтернету без умов покриття Wi-Fi, використовується модем. Проте планшети, випущені після 2010 року не завжди мають вбудований модем, суттєва частина планшетів на ринку має лише Wi-Fi та Bluetooth підключення.
Також планшети часто мають навігаційні системи, такі як GPS, Galileo та інші.
Деякі пристрої підтримують FM-радіо, та навіть спеціалізовані пристрої що приймають ефірне телебачення — портативні телевізори.

## Технічні характеристики
Технічна конфігурація більшості сучасних планшетних комп'ютерів досить різноманітна: зазвичай вони побудовані на основі платформи Intel Centrino, що забезпечує краще поєднання продуктивності і тривалості автономної роботи. Трапляються також і моделі на базі процесора Transmeta Crusoe, але так історично склалося, що вони більше поширені в Японії, та й швидкодії вони серйозно поступаються «планшетникам» на основі технології Centrino. У типовому планшетному комп'ютері використовується процесор Pentium M з низьким і наднизьким енергоспоживанням і тактовою частотою від 1 до 1,8 ГГц, оперативна пам'ять об'ємом 256—512 Мбайт, вінчестер на 30-80 Гбайт.
Розміри пристрою залежать насамперед від розміру екрана. Найбільшого поширення набули моделі з дисплеями діагоналлю 10,4 — 12,1 дюйма через свою легкість, компактність і найкращу пристосованість до роботи «в похідних умовах». На любителів невеликих пристроїв, розраховані «планшетники» з 8,9-дюймовими дисплеями. Існують і моделі з 14-дюймовими дисплеями, проте це, скоріше, не Tablet РС, а ноутбуки з функціональністю планшетних комп'ютерів: порівняно великі габарити і маса роблять їх не дуже придатними для постійної роботи без опори.
Сучасні планшети можуть мати слоти для SIM-картки, що дозволяє здійснювати телефонні переговори або отримувати мобільний інтернет.
Приклади планшетних ноутбуків та планшетів: Acer і Toshiba, Bravis, Motion Computing/Gateway Computers, Fujitsu, а також HP-Compaq.

## Розпізнавання тексту
Основна перевага «планшетників» полягає в можливості рукописного введення і редагування даних. Операційна система Windows XP Tablet РС, Android надають широкі можливості рукописного введення як для англомовних користувачів, так і інших, які користуються латиною чи кирилицею. Користувачі з рідним кириличним письмом раніше стикалися з відсутністю підтримки кириличного введення в ОС Windows. Microsoft надає можливість локалізації інтерфейсу, проте програми розпізнавання кириличного листа випускають тільки сторонні розробники, якість роботи яких поступається тій, до якої звикли латинські користувачі.